# Crassuncus pacifica
Crassuncus pacifica is een vlinder in de familie van de vedermotten (Pterophoridae). De wetenschappelijke naam van de soort is, als Marasmarcha pacifica, voor het eerst geldig gepubliceerd in 1911 door Edward Meyrick. De typelocatie is "Moorddrift, Limpopo, Rep. S. Africa".

## Synoniemen
- Pterophorus ambitiosus Meyrick, 1911
  - Typelocatie: "South Africa, Pretoria"
- Pterophorus purus Meyrick, 1913, gesynonymiseerd door Kovtunovich, Ustjuzhanin & Murphy in 2014
  - Typelocatie: "South Africa, Barberton, Mpumalanga"